# Huawei Y9 2018
Huawei Y9 2018 — смартфон середнього рівня, розроблений компанією Huawei, що відоситься до серії «Y». Був представлений 10 березня 2020 року. Також 29 березня того ж року смартфон був представлений в Китаї під назовю Huawei Enjoy 8 Plus.

## Дизайн
Екран смартфона виконаний зі скла. Корпус виконаний з алюмінію.
Знизу розміщені роз'єм microUSB, динамік, мікрофон та 3.5 мм аудіороз'єм. Зверху розташований другий мікрофон. З лівого боку розташований слот під 2 SIM-картки і карту пам'яті формату microSD до 256 ГБ. З правого боку розміщені кнопки регулювання гучності та кнопка блокування смартфону. Сканер відбитків пальців знаходиться на задній панелі.
Huawei Y9 2018 продавався в 3 кольорах: чорному, синьому та золотому.

## Технічні характеристики

### Платформа
Смартфон отримав процесор Kirin 659 та графічний процесор Mali-T830 MP2.

### Батарея
Батарея отримала об'єм 4000 мА·год.

### Камери
Смартфон отримав основну подвійну камеру 16 Мп, f/2.2 (ширококутний) + 2 Мп (сенсор глибини) з фазовим автофокусом та можливістю запису відео в роздільній здатності 1080p@30fps. Також смартфон отримав подвійну фронтальну 13 Мп, f/2.0 (ширококутний) або 16 Мп, f/2.0 + 2 Мп, f/2.4 (сенсор глибини) з можливістю запису відео у роздільній здатності 1080p@30fps.

### Екран
Екран IPS LCD, 5.93", FullHD+ (2160 × 1080) зі щільністю пікселів 407 ppi та співвідношенням сторін 18:9.

### Пам'ять
Смартфон продавався в комплектаціях 3/32, 4/64 та 4/128 ГБ.

### Програмне забезпечення
Смартфон був випущений на EMUI 8 на базі Android 8.0 Oreo. Був оновлений до EMUI 9 на базі Android 9 Pie.